# سون یه جین
سون یه جین (کره‌ای: 손예진؛ زادهٔ سون اون جین در ۱۱ ژانویهٔ ۱۹۸۲) بازیگر اهل کره جنوبی است. او به دلیل تطبیق پذیری در ژانرهای متنوع مانند سریال تنها در عشق، همسر من ازدواج کرده، دزدان دریایی و فیلم‌های حقیقت پنهان و آخرین شاهزاده جایزه بازیگری را به دست آورد. او همچنین به دلیل نقش‌های اصلی خود در درام‌های عاشقانه مانند ذائقه شخصی(۲۰۱۰) و سقوط بر روی تو(۲۰۱۹) شناخته شده‌است.

## حرفه

### ۲۰۰۰ تا ۲۰۰۵: شروع و تبدیل شدن به ستاره آسیا
در سال ۲۰۰۰، در نقش صدای یونگ می جو در فیلم "اشک‌های مخفی" بود و سپس برای بازی در نقش اصلی درام‌های تلویزیونی مانند "پیشنهاد خوشمزه" و "جاه طلبی بزرگ" انتخاب شد. اولین نقش برجسته وی در سینما در فیلم Chi-hwa-seon بود که در جشنواره کن نمایش داده شد و جایزه بهترین کارگردانی را در سال ۲۰۰۲ برنده شد.
بزرگترین موفقیت اوایل کار او در فیلمهای بعدی او "کنسرت عاشقان" و "کلاسیک" بود. هر دو در سطح متوسط در کره موفق بودند، و مخصوصاً "کلاسیک" در مناطقی مانند هنگ کنگ و چین مورد استقبال قرار گرفت و سون یه جین به ستاره آسیای شرقی تبدیل شد. او در سال ۲۰۰۳ در درام تلویزیونی "بوی تابستان" وضعیت خود را به عنوان ستاره Hallyu (موج کره ای) تثبیت کرد.
دو فیلم بعدی او نیز در شرق آسیا بسیار موفق بودند: یک لحظه به خاطر سپردن، بر اساس یک سریال معروف ژاپنی رکورد گیشه را در ژاپن ثبت کرد و بیش از دو میلیون بلیت در کره فروخت. سپس در "برف آوریل" با سوپراستار یونگ جونگ همبازی شد و در ژاپن و چین مورد توجه قرار گرفت. سون یه جین که در فیلم‌های "کلاسیک" و "فرصتی برای به یاد آوردن" به تصویری پاک و معصوم آراسته بود عنوان «اولین عشق ملت» در کره به او اهدا شد.
در سال ۲۰۰۶، استعداد خود را ثابت کرد و برای هر قسمت سریال تنها در عشق ۵۰ میلیون KRW دستمزد گرفت و پردرآمدترین بازیگر زن کره شد.

### ۲۰۰۵ تا ۲۰۱۵ بازی: در نقش‌های متفاوت
سون یه جین در پروژه‌های بعدی خود بازی در نقش دختران ساده را کنار گذاشت. او در نقش یک دختر زرنگ در فیلم «هنر اغواگری» و یک خبرنگار بلند پرواز را در سریال «نورافکن» و یک زن مافیا در فیلم «شهر آشکار» و زن مطلقه در سریال تحسین شده «تنها در عشق» و در سال ۲۰۰۸ در فیلم «همسرم ازدواج کرده» نقش آفرینی کرد. او به دلیل بازی در فیلم‌های ملودرام لقب 《ملکه ملودرام》 را از آن خود کرد.
او پس از فیلمبرداری فیلم "شب سفید" نقش اصلی سریال کمدی رمانتیک ذائقه شخصی را ایفا کرد و پس از آن در فیلم ترسناک و عاشقانه "طلسم شده" که یکی از فیلم‌های پردرآمد در سال ۲۰۱۱ شد نقش آفرینی کرد.
در سال ۲۰۱۲، سون یه جین در فیلم سینمایی «برج» بازی کرد. او در سال ۲۰۱۳ با سریال «کوسه» به تلویزیون بازگشت، سپس در فیلم blood and ties، که یک داستان هیجان انگیز دربارهٔ دختری که گمان می‌کند پدرش درگیر یک پرونده قتل آدم‌ربایی بوده را نقش آفرینی کرد.
در سال ۲۰۱۴ در فیلم ماجراجویی دزدان دریایی ایفای نقش کرد که نقدهای خوبی را دریافت کرد و ۸٫۶ میلیون فروش داشت و سون یه جین برنده جایزه Grand Bell Awards شد. the pirates یکی از پرفروش‌ترین فیلم‌های کره در همه زمان‌ها است.

### ۲۰۱۶ تاکنون: تحسین منتقدان و معروفیت جهانی
در سال ۲۰۱۶، سون یه جین در فیلم هیجان انگیز سیاسی "حقیقت در زیر با کیم جو-هیوک همبازی شد؛ جایی که او برای عملکرد خود مورد تحسین قرار گرفت و توانست دو جایزه 25th Buil Film Awards و 17th Busan Film Criticas award را از آن خود کند. او پس از آن با بازی در فیلم آخرین شاهزاده خانم که زندگینامه آخرین شاهزاده کره بود را نقش آفرینی کرد. این فیلم با انتقادات مثبت منتقدان روبرو شد و با فروش ۴۰٫۳۵ میلیون دلار در سراسر جهان به موفقیت در گیشه رسید. منتقدان به خاطر عملکرد «برجسته» برای به تصویر کشیدن «عمق فراز و فرودهای احساسی و غیرقابل درک دوکی هی» مورد تحسین منتقدان قرار گرفتند.
در سال ۲۰۱۸، در کنار سو جی سوب در فیلم عاشقانه با تو بودن بر اساس رمانی ژاپنی به ایفای نقش پرداخت. در همان سال، سون پس از پنج سال با درام عاشقانه «چیزی در باران» به تلویزیون بازگشت. این سریال یک موفقیت تجاری بود و سون یه جین برای عملکرد خود نظرات مثبت زیادی را گرفت. سون یه جین همچنین در فیلم جنایی مذاکره در کنار هیون بین در نقش یک مذاکره کننده که برای نجات گروگان‌ها کار می‌کند، بازی کرد. سون یه جین به دلیل فروش فیلم‌هایش لقب «ملکه فروش گیشه» را دارد
در سال ۲۰۱۹، سون یه جین در سریال سقوط بر روی تو به عنوان وارث ثروتمند که عاشق یک افسر کمیسیون کره شمالی می‌شود با هیون بین همبازی شد. این درام موفقیت چشمگیری داشت و سومین درام کره ای با بالاترین رتبه در تاریخ تلویزیون کابلی است.
سون یه جین قرار است اولین حضور خود در هالیوود را در سال ۲۰۲۲ تجربه کند. بازیگر مقابل او سم ورثینگتون است. فیلم "Cross" توسط اندرو نیکول ساخته خواهد شد. برنامه‌ریزی شده‌است که فیلمبرداری این فیلم از ابتدای آوریل ۲۰۲۱ در شهر هاسئونگ کره جنوبی انجام شود.

## زندگی شخصی

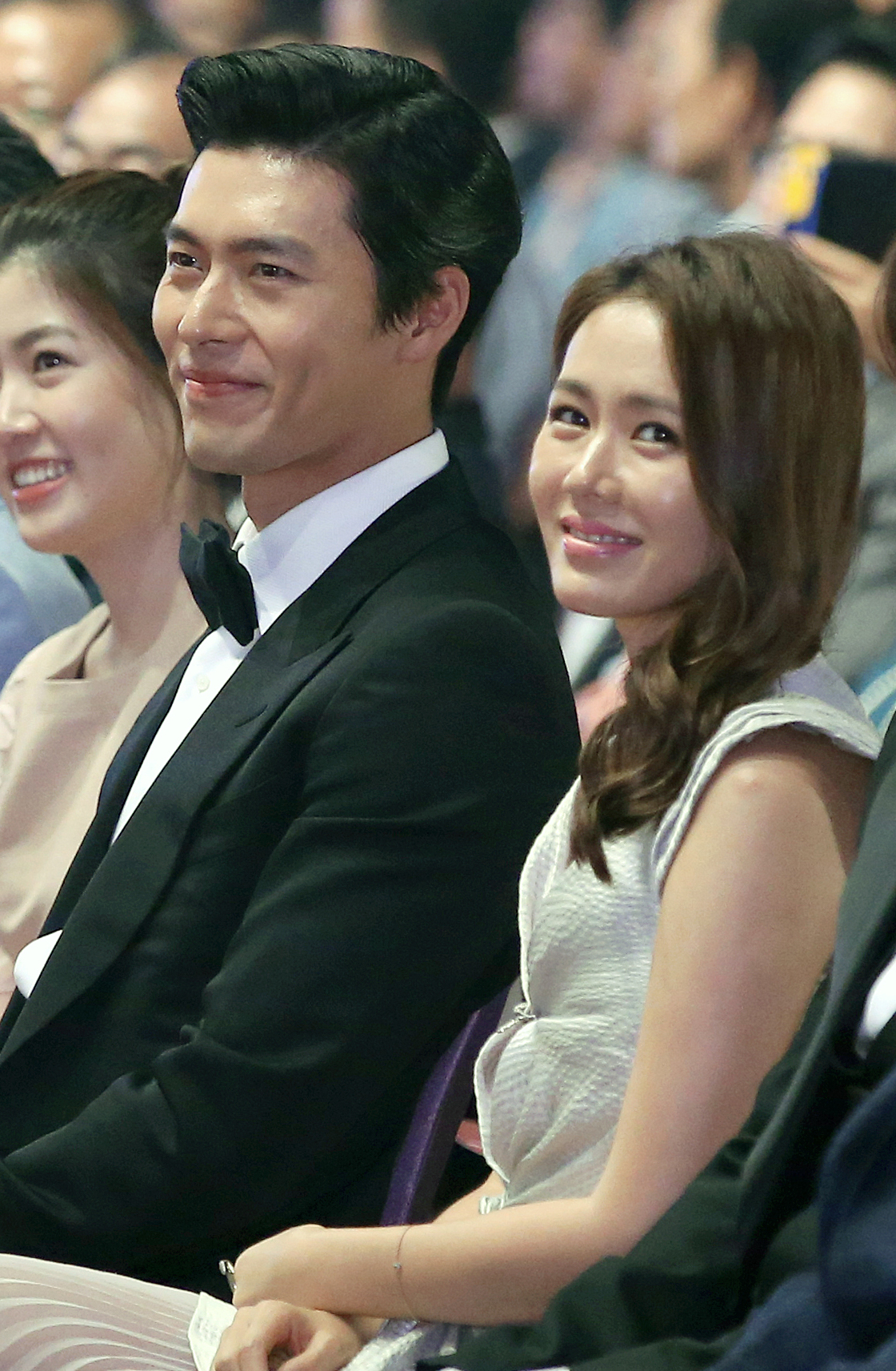
سون یه جین

سون یه جین در تاریخ ۱ ژانویه ۲۰۲۱ تأیید کرد با هیون بین همبازی وی در فیلم مذاکره و سریال سقوط بر روی تو رابطه عاشقانه دارد. آن‌ها در ۳۱ مارس ۲۰۲۲ با یکدیگر ازدواج کردند. سون یه جین در ۲۷ ژوئن اعلام کرد که باردار است و پسر این زوج در ۲۷ نوامبر ۲۰۲۲ به دنیا آمد.

## فیلم‌شناسی
| Films that have not yet been released | نشانگر فیلم‌هایی است که هنوز منتشر نشده‌اند |

### فیلم
| سال  | عنوان                   | عنوان اصلی                  | تقش                   | یادداشت | منابع                |
| ---- | ----------------------- | --------------------------- | --------------------- | ------- | -------------------- |
| ۲۰۰۰ | اشک‌های مخفی             | 비밀                        | جونگ می-جو            | صدا     |                      |
| ۲۰۰۲ | وسواسی                  | 취화선                      | سو-وون                |         | [ ۷ ]                |
| ۲۰۰۲ | کنسرتوی عشّاق            | 연애소설                    | شیم سو-این / گیونگ-هی |         | [ ۸ ]                |
| ۲۰۰۳ | کلاسیک                  | 클래식                      | جی-هه / جو-هی         |         | [ ۹ ]                |
| ۲۰۰۳ | اولین رالی عشق          | 첫사랑 사수 궐기대회        | جو ایل-ما             |         | [ ۱۰ ]               |
| ۲۰۰۴ | فرصتی برای به یاد آوردن | 내 머리 속의 지우개         | کیم سو-جی             |         | [ ۱۱ ]               |
| ۲۰۰۵ | برف آوریل               | 외출                        | سئو-یونگ              |         | [ ۱۲ ]               |
| ۲۰۰۵ | هنر اغواگری             | 작업의 정석                 | هان جی-وون            |         | [ ۱۳ ]               |
| ۲۰۰۷ | یوبی، روباه پنج دم      | 천년여우 여우비             | یوبی                  | صداپیشه | [ ۱۴ ]               |
| ۲۰۰۸ | شهر آشکار               | 무방비 도시                 | باک جانگ-می           |         | [ ۱۵ ]               |
| ۲۰۰۸ | همسرم ازدواج کرده       | 아내가 결혼했다             | جو این-آه             |         | [ ۱۶ ]               |
| ۲۰۰۹ | شب روشن                 | 백야행: 하얀 어둠 속을 걷다 | یو مین-هو / لی جی-آه  |         | [ ۱۷ ]               |
| ۲۰۱۱ | طلسم شده                | 오싹한 연애                 | کانگ یه-ری            |         | [ ۱۸ ]               |
| ۲۰۱۲ | برج                     | 타워                        | سئو یون-هی            |         | [ ۱۹ ]               |
| ۲۰۱۳ | هم‌دست                   | 공범                        | جونگ دا-یون           |         | [ ۲۰ ]               |
| ۲۰۱۴ | دزدان دریایی            | 해적: 바다로 간 산적        | یو-وول                |         | [ ۲۱ ]               |
| ۲۰۱۵ | بچه‌های بد همیشه می‌میرند | 나쁜놈은 반드시 죽는다      | جی-یون                |         | [ ۲۲ ]               |
| ۲۰۱۶ | حقیقت پنهان             | 비밀은 없다                 | کیم یون-هونگ          |         | [ ۲۳ ]               |
| ۲۰۱۶ | آخرین شاهزاده خانم      | 덕혜옹주                    | شاهزاده خانم دیوخی    |         | [ ۲۴ ]               |
| ۲۰۱۸ | با تو بودن              | 지금 만나러 갑니다          | ایم سو-آه             |         | [ ۲۵ ]               |
| ۲۰۱۸ | مذاکره                  | 협상                        | ها چائه-یون           |         | [ ۲۶ ]               |
| ن/م  | صلیب                    |                             | ورا                   |         | [ ۲۷ ] [ ۲۸ ] [ ۲۹ ] |

### مجموعه تلویزیونی
| سال       | عنوان             | عنوان اصلی             | نقش         | توضیحات       | منابع  |
| --------- | ----------------- | ---------------------- | ----------- | ------------- | ------ |
| ۲۰۰۱      | پیشنهاد لذت‌بخش    | 맛있는 청혼            | جانگ هی-آ   |               | [ ۳۰ ] |
| ۲۰۰۱      | سون-هی و جین-هی   | 선희 진희              | شیم سون-هی  |               | [ ۳۱ ] |
| ۲۰۰۲      | جاه‌طلبی بزرگ      | 대망                   | چوی دونگ-هی |               | [ ۳۲ ] |
| ۲۰۰۳      | عطر تابستان       | 여름향기               | شیم هه-وون  |               | [ ۳۳ ] |
| ۲۰۰۶      | نسل عشق           | 연애시대               | یو اون-هو   |               | [ ۳۴ ] |
| ۲۰۰۸      | نورافکن           | 스포트라이트           | سئو وو-جین  |               | [ ۳۵ ] |
| ۲۰۱۰      | ذائقهٔ شخصی        | 개인의 취향            | پارک کا-این |               |        |
| ۲۰۱۱      | باغ مخفی          | 시크릿 가든            | خودش        | کمیو (قسمت۲۰) | [ ۳۶ ] |
| ۲۰۱۳      | کوسه              | 상어                   | جو هه-وو    |               |        |
| ۲۰۱۸      | ماجرایی زیر باران | 밥 잘 사주는 예쁜 누나 | یو این-آه   |               | [ ۳۷ ] |
| ۲۰۱۹–۲۰۲۰ | سقوط بر روی تو    | 사랑의 불시착          | یون سه-ری   |               | [ ۳۸ ] |
| ۲۰۲۲      | سی و نه           | 서른 아홉              | چا می-جو    |               | [ ۳۹ ] |